# Абазовка (Харьковская область)
Абазовка (укр. Абазівка) — село, Николаевский сельский совет, Зачепиловский район (ранее Красноградский район), Харьковская область, Украина.
Код КОАТУУ — 6322282502. Население по переписи 2001 года составляет 529 (256/273 м/ж) человек.

## Географическое положение
Село Абазовка находится на левом берегу реки Берестовая, выше по течению примыкает село Ольховый Рог (Красноградский район), ниже по течению в 2-х км — село Николаевка, на противоположном берегу — село Лебяжье и железнодорожная станция Платформа 92 км.
Русло реки извилисто и сильно заболочено, к селу примыкают небольшие лесные массивы (сосна).

## История
1750 — дата основания.

## Экономика
- Молочно-товарная ферма.
- ООО «Элада-Агро»

## Социальная сфера
- Клуб.
- Фельдшерско-акушерский пункт.
- Библиотека.

## Достопримечательности
- Братская могила советских воинов, партизана Билыка Г. М. Похоронено 10 воинов погибших в 1942 и 1943 годах. Памятник установлен в 1957 году.
- Памятник землякам погибшим в Великой Отечественной войне. Установлен в 1975 году.
- 7 древних курганов[1].